# Sérgio Niza
Eulálio Sérgio Caldeira Niza (Campo Maior, 1940) é um pedagogo português.

## Biografia
Foi professor do ensino primário e de educação especial entre 1963 e 1973.
Em Lisboa, no Centro Infantil Helen Keller, integrou um projeto pioneiro de integração escolar de crianças cegas, amblíopes e normovisuais. Foi nesta altura que desenvolveu com a equipa que dirigiu no serviço de educação terapêutica de A-da-Beja, destinado à integração educativa e social de crianças em desvantagem (1974-1991).
Com Rui Grácio, outrora seu professor no Liceu Francês, iniciou uma longa colaboração em projetos de formação contínua de professores e de investigação, no Sindicato Nacional de Professores e no Centro de Investigação Pedagógica da Fundação Calouste Gulbenkian.
Em 1966 fundou, com Rosalina Gomes de Almeida e Maria Isabel Vieira Pereira, entre outros, o Movimento da Escola Moderna português, divulgador da pedagogia Freinet em Portugal, que passou a liderar e a dirigir a sua revista – Escola Moderna – desde 1974.
Integrou, em 1977, o grupo de redação do Projeto Pedagógico para criação das Escolas Superiores de Educação. Coordenou as comissões de redacção do Programa do Ensino Primário de 1979 e o do 1.º Ciclo do Ensino Básico de 1990.
Promoveu ações de formação de professores por todo o país e no estrangeiro (USA, Canadá, Brasil, Guiné-Bissau, França e Espanha).
Especializou-se em Investigação em Educação na Escola Superior de Educação João de Deus (1993) e em Psicologia Educacional no Instituto Superior de Psicologia Aplicada (1995), onde também lecionou (1982-2010).
A 4 de outubro de 2005, foi agraciado com o grau de Grande-Oficial da Ordem da Instrução Pública.
É membro do Conselho Nacional de Educação.